# Copa do Brasil de Futebol Feminino de 2008
A II Copa do Brasil de Futebol Feminino ocorreu entre 1 de novembro e 17 de dezembro de 2008 e foi organizada pela Confederação Brasileira de Futebol (CBF). Foram 32 equipes de todas as regiões do Brasil. A equipe do Santos foi campeã invicta com nove jogos, nove vitórias, 28 gols marcados, apenas 4 gols sofridos e saldo de 24 gols.

## Sistema de disputa
O sistema de disputa foi semelhante ao da Copa do Brasil de futebol masculino, com jogos eliminatórios (mata-mata) até a decisão do título. A equipe que somaou o maior número de pontos ganhos ao final das duas partidas em disputa, dentro do próprio grupo, em cada fase, foi classificada para compor os grupos das fases seguintes. As equipes iniciaram cada fase com zero pontos, ou seja, os resultados da fase anterior foram descartados na fase seguinte.
Na primeira fase as equipes foram dispostas em grupos regionalmente (grupos 1 a 8 - região Norte e Nordeste; grupos 9 e 10 - Centro-Oeste; grupos 11 e 12 - Sul; grupos 13 a 16 - Sudeste) para facilitar o deslocamento das equipes e, apenas nesta fase, caso a equipe visitante vencesse a primeira partida por três gols ou mais de diferença, estava automaticamente classificada.

### Critério de desempate
Os critérios de desempate, quando houve igualdade em pontos ganhos ao final das duas partidas de cada grupo, em cada fase, foram os seguintes, aplicáveis à fase, nessa ordem:
- maior saldo de gols (diferença entre os gols marcados e sofridos)
- maior número de gols marcados nas partidas em que o mando de campo foi do clube adversário
- cobrança de pênaltis, de acordo com os critérios adotados pela International Board (essa disputa, quando aplicável, deveria ser iniciada 10 minutos após o término da partida)

## Equipes participantes
Como ainda não havia competição estadual na maioria dos estados, não foram exigidas indicações oriundas de campeonatos. A distribuição das equipes, por federação, seguiu o critério do Ranking Nacional das Federações (RNF), tendo em vista a inexistência do Ranking de Clubes do Futebol Feminino, onde foram três vagas para o estado posicionado como número 1 do RNF (Federação Paulista de Futebol); duas vagas para os estados posicionados como números 2 a 4 do RNF (Federação de Futebol do Estado do Rio de Janeiro, Federação Mineira de Futebol e Federação Gaúcha de Futebol) e uma vaga para os estados posicionados como números 5 a 27 do RNF (demais federações). O mando de campo da partida de volta, em cada grupo, em todas as fases, pertenceu à federação melhor posicionada no RNF.
Em 28 de outubro, a CBF divulgou o nome da última equipe que ainda faltava para completar a lista das 32 equipes: Portuguesa de João Pessoa e também a substituição da equipe do Confiança pelo Boca Junior, a pedido da Federação Sergipana de Futebol e desistência da equipe de participar do campeonato.
As equipes em negrito também participaram do campeonato anterior. Essas foram as equipes participantes e seus resultados:
| Federação           | RNF | Equipe              | Resultados | Resultados | Resultados  | Resultados  | Resultados      | Resultados      | Resultados      | Resultados      | Resultados      | Resultados      | J | V | E | D | GP | GS | SD  |
| Federação           | RNF | Equipe              | 1.ª fase   | 1.ª fase   | Oitavas     | Oitavas     | Quartas         | Quartas         | Semifinal       | Semifinal       | Final           | Final           | J | V | E | D | GP | GS | SD  |
| ------------------- | --- | ------------------- | ---------- | ---------- | ----------- | ----------- | --------------- | --------------- | --------------- | --------------- | --------------- | --------------- | - | - | - | - | -- | -- | --- |
| Acre                | 23  | Assermurb           | 1-4        | 2-2        | Não avançou | Não avançou | Não avançou     | Não avançou     | Não avançou     | Não avançou     | Não avançou     | Não avançou     | 2 |   | 1 | 1 | 3  | 6  | -3  |
| Alagoas             | 13  | CESMAC              | 2-0        | 0-2        | 1-1         | 1-2         | Não avançou     | Não avançou     | Não avançou     | Não avançou     | Não avançou     | Não avançou     | 4 | 1 | 1 | 2 | 4  | 5  | -1  |
| Amapá               | 26  | Rio Norte           | 0-2        | 1-8        | Não avançou | Não avançou | Não avançou     | Não avançou     | Não avançou     | Não avançou     | Não avançou     | Não avançou     | 2 |   |   | 2 | 1  | 10 | -9  |
| Amazonas            | 19  | Nilton Lins         | 4-0        | 4-0        | 1-1         | 4-0         | 2-1             | 0-0             | Desclassificado | Desclassificado | Desclassificado | Desclassificado | 5 | 3 | 2 |   | 11 | 2  | +9  |
| Bahia               | 7   | Lusaca              | 0-2        | 2-0        | Não avançou | Não avançou | Não avançou     | Não avançou     | Não avançou     | Não avançou     | Não avançou     | Não avançou     | 2 | 1 |   | 1 | 2  | 2  | 0   |
| Ceará               | 10  | Caucaia             | 4-6        | 0-0        | Não avançou | Não avançou | Não avançou     | Não avançou     | Não avançou     | Não avançou     | Não avançou     | Não avançou     | 2 |   | 1 | 1 | 4  | 6  | -2  |
| Distrito Federal    | 14  | CRESSPOM            | 0-2        | 3-3        | Não avançou | Não avançou | Não avançou     | Não avançou     | Não avançou     | Não avançou     | Não avançou     | Não avançou     | 2 |   | 1 | 1 | 3  | 5  | -2  |
| Espírito Santo      | 15  | Desportiva Capixaba | 0-5        | 0-5        | Não avançou | Não avançou | Não avançou     | Não avançou     | Não avançou     | Não avançou     | Não avançou     | Não avançou     | 1 |   |   | 1 |    | 5  | -5  |
| Goiás               | 8   | Aliança             | 2-0        | 3-3        | 2-3         | 3-1         | 0-6             | 0-3             | Não avançou     | Não avançou     | Não avançou     | Não avançou     | 6 | 2 | 1 | 3 | 10 | 16 | -6  |
| Maranhão            | 16  | Boa Vontade         | 2-1        | 5-1        | 2-1         | 1-1         | 1-2             | 0-0             | 0-4             | 1-3             | Não av.         | Não av.         | 8 | 3 | 2 | 3 | 12 | 13 | -1  |
| Mato Grosso         | 22  | SC Tangará          | 1-5        | 1-5        | Não avançou | Não avançou | Não avançou     | Não avançou     | Não avançou     | Não avançou     | Não avançou     | Não avançou     | 1 |   |   | 1 | 1  | 5  | -4  |
| Mato Grosso do Sul  | 18  | Moreninhas          | 5-1        | 5-1        | 3-2         | 1-3         | Não avançou     | Não avançou     | Não avançou     | Não avançou     | Não avançou     | Não avançou     | 3 | 2 |   | 1 | 9  | 6  | +3  |
| Minas Gerais        | 4   | Atlético Mineiro    | 2-2        | 4-0        | 0-3         | 1-3         | Não avançou     | Não avançou     | Não avançou     | Não avançou     | Não avançou     | Não avançou     | 4 | 1 | 1 | 2 | 7  | 8  | -1  |
| Minas Gerais        | 4   | Iguaçu              | 1-5        | 1-5        | Não avançou | Não avançou | Não avançou     | Não avançou     | Não avançou     | Não avançou     | Não avançou     | Não avançou     | 1 |   |   | 1 | 1  | 5  | -4  |
| Pará                | 11  | Sacramenta          | 2-0        | 8-1        | 1-2         | 1-1         | Não avançou     | Não avançou     | Não avançou     | Não avançou     | Não avançou     | Não avançou     | 4 | 2 | 1 | 1 | 12 | 4  | +8  |
| Paraíba             | 17  | Portuguesa-PB       | 0-4        | 0-4        | Não avançou | Não avançou | Não avançou     | Não avançou     | Não avançou     | Não avançou     | Não avançou     | Não avançou     | 1 |   |   | 1 |    | 4  | -4  |
| Paraná              | 5   | Novo Mundo          | 3-1        | 0-0        | 0-3         | 3-3         | Não avançou     | Não avançou     | Não avançou     | Não avançou     | Não avançou     | Não avançou     | 4 | 1 | 2 | 1 | 6  | 7  | -1  |
| Pernambuco          | 6   | Sport               | 4-0        | 4-0        | 5-1         | 4-2         | 1-1             | 3-0             | 4-0             | 3-1             | 1-3             | 0-3             | 9 | 6 | 1 | 2 | 25 | 11 | +14 |
| Piauí               | 21  | Tiradentes-PI       | 6-4        | 0-0        | 1-5         | 2-4         | Não avançou     | Não avançou     | Não avançou     | Não avançou     | Não avançou     | Não avançou     | 4 | 1 | 1 | 2 | 9  | 13 | -4  |
| Rio de Janeiro      | 2   | Campo Grande        | 2-2        | 0-4        | Não avançou | Não avançou | Não avançou     | Não avançou     | Não avançou     | Não avançou     | Não avançou     | Não avançou     | 2 |   | 1 | 1 | 2  | 6  | -4  |
| Rio de Janeiro      | 2   | Volta Redonda       | 0-3        | 0-3        | Não avançou | Não avançou | Não avançou     | Não avançou     | Não avançou     | Não avançou     | Não avançou     | Não avançou     | 1 |   |   | 1 |    | 3  | -3  |
| Rio Grande do Norte | 12  | Futebol Parnamirim  | 2-1        | 3-0        | 1-1         | 2-1         | 1-1             | 0-3             | Não avançou     | Não avançou     | Não avançou     | Não avançou     | 6 | 3 | 2 | 1 | 9  | 7  | +2  |
| Rio Grande do Sul   | 3   | Juventude           | 1-3        | 0-0        | Não avançou | Não avançou | Não avançou     | Não avançou     | Não avançou     | Não avançou     | Não avançou     | Não avançou     | 2 |   | 1 | 1 | 1  | 3  | -2  |
| Rio Grande do Sul   | 3   | Pelotas             | 0-5        | 0-3        | Não avançou | Não avançou | Não avançou     | Não avançou     | Não avançou     | Não avançou     | Não avançou     | Não avançou     | 2 |   |   | 2 |    | 8  | -8  |
| Rondônia            | 24  | Genus               | 4-1        | 2-2        | 1-1         | 0-4         | Não avançou     | Não avançou     | Não avançou     | Não avançou     | Não avançou     | Não avançou     | 4 | 1 | 2 | 1 | 7  | 8  | -1  |
| Roraima             | 27  | São Raimundo-RR     | 0-4        | 0-4        | Não avançou | Não avançou | Não avançou     | Não avançou     | Não avançou     | Não avançou     | Não avançou     | Não avançou     | 1 |   |   | 1 |    | 4  | -4  |
| Santa Catarina      | 9   | Kindermann          | 5-0        | 3-0        | 3-0         | 3-3         | 6-0             | 3-0             | 0-3             | 0-3             | Não av.         | Não av.         | 8 | 5 | 1 | 2 | 23 | 9  | +14 |
| São Paulo           | 1   | Corinthians         | 5-1        | 5-1        | 0-1         | 2-0         | Desclassificado | Desclassificado | Desclassificado | Desclassificado | Desclassificado | Desclassificado | 3 | 2 |   | 1 | 7  | 2  | +5  |
| São Paulo           | 1   | Saad                | 3-0        | 3-0        | 1-0         | 0-2         | 1-3             | 1-2             | Não avançou     | Não avançou     | Não avançou     | Não avançou     | 5 | 2 |   | 3 | 6  | 7  | -1  |
| São Paulo           | 1   | Santos              | 5-0        | 5-0        | 3-0         | 3-1         | 3-1             | 2-1             | 3-0             | 3-0             | 3-1             | 3-0             | 9 | 9 |   |   | 28 | 4  | +24 |
| Sergipe             | 20  | Boca Júnior         | 1-2        | 0-3        | Não avançou | Não avançou | Não avançou     | Não avançou     | Não avançou     | Não avançou     | Não avançou     | Não avançou     | 2 |   |   | 2 | 1  | 5  | -4  |
| Tocantins           | 25  | Atenas              | 1-2        | 1-5        | Não avançou | Não avançou | Não avançou     | Não avançou     | Não avançou     | Não avançou     | Não avançou     | Não avançou     | 2 |   |   | 2 | 2  | 7  | -5  |

## Árbitros
Esses foram os árbitros(as) escalados (após o sorteio dos quartetos de arbitragem) para as partidas. O número de partidas só foi computado após a divulgação da súmula da partida (com a devida confirmação de atuação do árbitro).
| Estado        | Nome                                 | Partidas      |
| Árbitros (30) | Árbitros (30)                        | Árbitros (30) |
| ------------- | ------------------------------------ | ------------- |
| TO            | Adriano de Carvalho                  | 1             |
| PI            | Afonso Amorim de Souza               | 1             |
| MT            | Alinor Silva da Paixão               | 1             |
| AM            | Antônio Cásar Negreiros de Souza     | 1             |
| SP            | Antônio Rogério Batista do Prado     | 1             |
| PI            | Antônio Santos Nunes                 | 1             |
| RO            | Arnoldo Vasconcelos Figarela         | 1             |
| SE            | Cláudio Francisco Lima e Silva       | 2             |
| MG            | Cleisson Veloso Pereira              | 1             |
| PA            | Domingos de Jesus Viana Filho        | 1             |
| AM            | Edmar Campos da Encarnação           | 1             |
| SC            | Edmundo Alves do Nascimento          | 1             |
| RJ            | Felipe Gomes da Silva                | 1             |
| RS            | Francisco de Paula Santos Silva Neto | 1             |
| ES            | João Luís Oliveira                   | 1             |
| CE            | Joaquim Webester Florenço Martins    | 1             |
| MA            | Jorge Luis Viana da Silva            | 1             |
| AC            | José Antônio Almeida Pinheiro        | 1             |
| DF            | José Caldas de Souza                 | 1             |
| PB            | José Renato Albuquerque Soares       | 1             |
| MT            | Marcelo Alves dos Santos             | 1             |
| CE            | Marcos Antônio da Silva Sampaio      | 1             |

| Estado                 | Nome                                | Partidas               |
| Árbitros (continuação) | Árbitros (continuação)              | Árbitros (continuação) |
| ---------------------- | ----------------------------------- | ---------------------- |
| SE                     | Mário Sérgio da Silva Bancilon      | 1                      |
| MA                     | Mayron Frederico dos Reis Novais    | 1                      |
| SP                     | Milton Etsuo Ballerini              | 1                      |
| RN                     | Reginaldo Gomes da Silva            | 1                      |
| RJ                     | Rodrigo Nunes de Sá                 | 1                      |
| SE                     | Rogério Lima da Rocha               | 1                      |
| RR                     | Rosinildo Galdino da Silva          | 1                      |
| RJ                     | Wagner do Nascimento Magalhães      | 1                      |
| Árbitras (12)          |                                     |                        |
| PE                     | Ana Karina M. Valentim Alves        | 1                      |
| MA                     | Asteline Soares Milles              | 3                      |
| SP                     | Edilar Maria Ferreira               | 2                      |
| PR                     | Edina Alves Batista                 | 1                      |
| CE                     | Eveliny Pereira de Almeida da Silva | 2                      |
| MG                     | Francielli da Costa Bento           | 1                      |
| PR                     | Frederika M. de Jaeger              | 3                      |
| GO                     | Gisele Aparecida da Silva           | 1                      |
| MG                     | Janaína Geralda Costa               | 3                      |
| SP                     | Regildênia de Holanda Moura         | 2                      |
| RJ                     | Simone Xavier de Paula e Silva      | 4                      |
| SE                     | Thayslane de Melo Costa             | 2                      |

## Destaques
Preliminar
A partida entre Atlético Mineiro e Campo Grande, em 2 de novembro às 14 horas e 30 minutos, no Mineirão, Belo Horizonte, foi a preliminar do jogo entre Atlético Mineiro e Botafogo, pelo Campeonato Brasileiro.
Ana Paula Oliveira
A auxiliar de arbitragem Ana Paula Oliveira, da Federação Paulista, estava escalada para trabalhar na partida de volta entre Corinthians e Iguaçu em 6 de novembro às 16:00 no CT Itaquera em São Paulo. Ana Paula foi reprovada em teste físico e segue fora do Campeonato Brasileiro, porém pode atuar nas partidas realizadas pelo torneio feminino. Entretanto o Corinthians se classificou diretamente para a 2.ª fase ao vencer por 5 a 1 a equipe do Iguaçu.
Na rodada de 11 de novembro, foi novamente escalada para as partidas entre Corinthians e Saad (1.º quarteto, não sorteado) e entre Santos e Atlético Mineiro (2.º quarteto, sorteado). O quarteto foi todo feminino, com a árbitra Simone Xavier de Paula e Silva (RJ), a 2.ª auxiliar, Maria Núbia Ferreira Leite (SP) e a 4.ª árbitra, Regildênia de Holanda Moura (SP).
Nas quartas-de-final foi escalda para as partidas de ida e volta entre Santos e Corinthians. Para o primeiro jogo (em 20 de novembro no Estádio Ulrico Mursa em Santos) seu quarteto foi o sorteado, mas não foi para a segunda partida. Entretanto, as partidas não aconteceram em função do julgamento da equipe do Corinthians. Como o Corinthians foi desclassificado e novas partidas foram marcadas, o sorteio foi descartado.
Foi novamente escalada, como 2.ª auxiliar no 1.º quarteto e como 1.ª auxiliar no 2.º quarteto, para o sorteio da partida de volta entre Santos e Kindermann no Ulrico Mursa em Santos. Ambos os quartetos são formados apenas por mulheres e o sorteado (2.º quarteto) tem como árbitra Simone Xavier de Paula e Silva (RJ).
Atacante Cristiane
A atacante Cristiane, uma das melhores jogadores do mundo, que atua pelo Corinthians, afirmou que, como o Brasil não tem um calendário definido para o futebol feminino, deve, ao fim da Copa, ir para o exterior. Ela estuda um contrato de três anos com o Chicago Red Stars, da Women's Professional Soccer (WPS), a nova Liga de futebol feminino dos Estados Unidos.
Copa do Mundo Sub-20
Na primeira fase, o Santos atuará bem desfalcado. O técnico Kleiton Lima e seis jogadoras (Aline Calandrini, Auinã, Érika, Francielle, Janaína e Rubi), estão disputando o Copa do Mundo de Futebol Feminino Sub-20 de 2008. O técnico utiliza o Peixe como base para a equipe nacional. Mesmo com esses desfalques, a equipe venceu, em 1 de novembro, a partida contra a Desportiva Capixaba por 5 a 0 e se classificou para a próxima fase sem a necessidade do jogo de volta.
Federação Paulista
As equipes de Nilton Lins, Sport, Moreninhas, Saad, Santos e Corinthians venceram suas partidas, como visitantes, na 1.ª fase por três ou mais gols e se classificaram diretamente para a 2.ª fase, sem a necessidade do jogo de volta.
Com a classificação de Saad e Corinthians (ambos da Federação Paulista e, portanto, com o mesmo RNF) para as oitavas de final, a CBF realizou um sorteio em 7 de novembro às 14 horas para definir o mando de campo para as partidas entre as equipes. A CBF também informou que, na mesma data, fez um sorteio preventivo para definir o mando de campo para as partidas entre o vencedor do grupo 23 (Saad ou Corinthians) e do grupo 24 (há a possibilidade de ser a equipe do Santos), já que não haverá tempo hábil para que o sorteio aconteça após as partidas das oitavas e antes das quartas. Se a equipe classificada for o Atlético Mineiro o sorteio será descartado (a Federação Mineira tem um RNF menor do que a Federação Paulista). Segundo o sorteio, o mando de campo será da equipe do Corinthians. Assim, a primeira partida foi no Estádio Leonardo Barbieri em Águas de Lindóia (Saad). A segunda partida, mando de campo do Corinthians, foi no Estádio Nicolau Alayon em São Paulo.
Superior Tribunal de Justiça Desportiva (STJD)
Em 18 de novembro, o Superior Tribunal de Justiça Desportiva (STJD) julgou o caso de irregularidade da jogadora Nildinha do Corinthians na partida de 11 de novembro contra o Saad. O tribunal entendeu que não houve irregularidade na escalação da jogadora e absolveu o clube. Se o clube tivesse sido condenado, a pena seria a perda do dobro do número de pontos previstos no regulamento da competição para o caso de vitória (6 pontos) e multa de um mil reais a dez mil reais. Em 19 de novembro, a CBF suspendeu, por decisão do STJD, as duas partidas entre Corinthians e Santos. As partidas foram suspensas em função do recurso apresentado pela Procuradoria. Em 27 de novembro, Tribunal Pleno decidiu, por unanimidade, pela eliminação do Corinthians da competição. Assim, o adversário do Santos nas quartas-de-finais será o Saad e as partidas serão disputadas em 30 de novembro e 3 de dezembro.
Em 1 de dezembro, o STJD julgou que houve irregularidade na escalação da jogadora Vanda do Nilton Lins na partida de 22 de novembro contra o Boa Vontade, desclassificou a equipe e aplicou multa de 500 reais. Com esta desclassifição do Nilton Lins, o Boa Vontade segue na competição e enfrentará o Sport pelas semifinais, em 6 de dezembro às 16 horas no Estádio Nhozinho Santos em São Luis. A partida de volta será em 10 de dezembro na Ilha do Retiro no Recife.

## Confrontos
Em 24 de outubro, a Confederação Brasileira de Futebol (CBF) divulgou a tabela completa da competição:
|  | Primeira fase       | Primeira fase      | Primeira fase |       |                  | Oitavas de final | Oitavas de final | Oitavas de final |  |                    | Quartas de final | Quartas de final | Quartas de final |             |   | Semifinal | Semifinal | Semifinal |  |       | Final  | Final | Final |
|  |                     |                    |               |       |                  |                  |                  |                  |  |                    |                  |                  |                  |             |   |           |           |           |  |       |        |       |       |
|  | São Raimundo-RR     | 0                  | -             |       |                  |                  |                  |                  |  |                    |                  |                  |                  |             |   |           |           |           |  |       |        |       |       |
|  | Nilton Lins         | 4                  | -             |       |                  |                  |                  |                  |  |                    |                  |                  |                  |             |   |           |           |           |  |       |        |       |       |
|  | Nilton Lins         | 4                  | -             |       | Nilton Lins      | 1                | 4                |                  |  |                    |                  |                  |                  |             |   |           |           |           |  |       |        |       |       |
|  |                     |                    |               |       | Nilton Lins      | 1                | 4                |                  |  |                    |                  |                  |                  |             |   |           |           |           |  |       |        |       |       |
|  |                     | Genus              | 1             | 0     |                  |                  |                  |                  |  |                    |                  |                  |                  |             |   |           |           |           |  |       |        |       |       |
|  | Genus               | Genus              | 1             | 0     | 4                | 2                |                  |                  |  |                    |                  |                  |                  |             |   |           |           |           |  |       |        |       |       |
|  | Genus               |                    |               |       | 4                | 2                |                  |                  |  |                    |                  |                  |                  |             |   |           |           |           |  |       |        |       |       |
|  | Assermurb           | 1                  | 2             |       |                  |                  |                  |                  |  |                    |                  |                  |                  |             |   |           |           |           |  |       |        |       |       |
|  | Assermurb           | 1                  | 2             |       |                  |                  |                  |                  |  | Nilton Lins        | 2                | 0                |                  |             |   |           |           |           |  |       |        |       |       |
|  |                     |                    |               |       |                  |                  |                  |                  |  | Nilton Lins        | 2                | 0                |                  |             |   |           |           |           |  |       |        |       |       |
|  |                     | Boa Vontade        | 1             | 0     |                  |                  |                  |                  |  |                    |                  |                  |                  |             |   |           |           |           |  |       |        |       |       |
|  | Rio Norte           | Boa Vontade        | 1             | 0     | 0                | 1                |                  |                  |  |                    |                  |                  |                  |             |   |           |           |           |  |       |        |       |       |
|  | Rio Norte           |                    |               |       | 0                | 1                |                  |                  |  |                    |                  |                  |                  |             |   |           |           |           |  |       |        |       |       |
|  | Sacramenta          | 2                  | 8             |       |                  |                  |                  |                  |  |                    |                  |                  |                  |             |   |           |           |           |  |       |        |       |       |
|  | Sacramenta          | 2                  | 8             |       | Sacramenta       | 1                | 1                |                  |  |                    |                  |                  |                  |             |   |           |           |           |  |       |        |       |       |
|  |                     |                    |               |       | Sacramenta       | 1                | 1                |                  |  |                    |                  |                  |                  |             |   |           |           |           |  |       |        |       |       |
|  |                     | Boa Vontade        | 2             | 1     |                  |                  |                  |                  |  |                    |                  |                  |                  |             |   |           |           |           |  |       |        |       |       |
|  | Atenas              | Boa Vontade        | 2             | 1     | 1                | 1                |                  |                  |  |                    |                  |                  |                  |             |   |           |           |           |  |       |        |       |       |
|  | Atenas              |                    |               |       | 1                | 1                |                  |                  |  |                    |                  |                  |                  |             |   |           |           |           |  |       |        |       |       |
|  | Boa Vontade         | 2                  | 5             |       |                  |                  |                  |                  |  |                    |                  |                  |                  |             |   |           |           |           |  |       |        |       |       |
|  | Boa Vontade         | 2                  | 5             |       |                  |                  |                  |                  |  |                    |                  |                  |                  | Boa Vontade | 0 | 1         |           |           |  |       |        |       |       |
|  |                     |                    |               |       |                  |                  |                  |                  |  |                    |                  |                  |                  | Boa Vontade | 0 | 1         |           |           |  |       |        |       |       |
|  |                     |                    |               | Sport | 4                | 3                |                  |                  |  |                    |                  |                  |                  |             |   |           |           |           |  |       |        |       |       |
|  | CESMAC              | 2                  | 0 (4)         | Sport | 4                | 3                |                  |                  |  |                    |                  |                  |                  |             |   |           |           |           |  |       |        |       |       |
|  | CESMAC              | 2                  | 0 (4)         |       |                  |                  |                  |                  |  |                    |                  |                  |                  |             |   |           |           |           |  |       |        |       |       |
|  | Lusaca              | 0                  | 2 (3)         |       |                  |                  |                  |                  |  |                    |                  |                  |                  |             |   |           |           |           |  |       |        |       |       |
|  | Lusaca              | 0                  | 2 (3)         |       | CESMAC           | 1                | 1                |                  |  |                    |                  |                  |                  |             |   |           |           |           |  |       |        |       |       |
|  |                     |                    |               |       | CESMAC           | 1                | 1                |                  |  |                    |                  |                  |                  |             |   |           |           |           |  |       |        |       |       |
|  |                     | Futebol Parnamirim | 1             | 2     |                  |                  |                  |                  |  |                    |                  |                  |                  |             |   |           |           |           |  |       |        |       |       |
|  | Boca Júnior         | Futebol Parnamirim | 1             | 2     | 1                | 0                |                  |                  |  |                    |                  |                  |                  |             |   |           |           |           |  |       |        |       |       |
|  | Boca Júnior         |                    |               |       | 1                | 0                |                  |                  |  |                    |                  |                  |                  |             |   |           |           |           |  |       |        |       |       |
|  | Futebol Parnamirim  | 2                  | 3             |       |                  |                  |                  |                  |  |                    |                  |                  |                  |             |   |           |           |           |  |       |        |       |       |
|  | Futebol Parnamirim  | 2                  | 3             |       |                  |                  |                  |                  |  | Futebol Parnamirim | 1                | 0                |                  |             |   |           |           |           |  |       |        |       |       |
|  |                     |                    |               |       |                  |                  |                  |                  |  | Futebol Parnamirim | 1                | 0                |                  |             |   |           |           |           |  |       |        |       |       |
|  |                     | Sport              | 1             | 3     |                  |                  |                  |                  |  |                    |                  |                  |                  |             |   |           |           |           |  |       |        |       |       |
|  | Portuguesa-PB       | Sport              | 1             | 3     | 0                | -                |                  |                  |  |                    |                  |                  |                  |             |   |           |           |           |  |       |        |       |       |
|  | Portuguesa-PB       |                    |               |       | 0                | -                |                  |                  |  |                    |                  |                  |                  |             |   |           |           |           |  |       |        |       |       |
|  | Sport               | 4                  | -             |       |                  |                  |                  |                  |  |                    |                  |                  |                  |             |   |           |           |           |  |       |        |       |       |
|  | Sport               | 4                  | -             |       | Sport            | 5                | 4                |                  |  |                    |                  |                  |                  |             |   |           |           |           |  |       |        |       |       |
|  |                     |                    |               |       | Sport            | 5                | 4                |                  |  |                    |                  |                  |                  |             |   |           |           |           |  |       |        |       |       |
|  |                     | Tiradentes-PI      | 1             | 2     |                  |                  |                  |                  |  |                    |                  |                  |                  |             |   |           |           |           |  |       |        |       |       |
|  | Tiradentes-PI       | Tiradentes-PI      | 1             | 2     | 6                | 0                |                  |                  |  |                    |                  |                  |                  |             |   |           |           |           |  |       |        |       |       |
|  | Tiradentes-PI       |                    |               |       | 6                | 0                |                  |                  |  |                    |                  |                  |                  |             |   |           |           |           |  |       |        |       |       |
|  | Caucaia             | 4                  | 0             |       |                  |                  |                  |                  |  |                    |                  |                  |                  |             |   |           |           |           |  |       |        |       |       |
|  | Caucaia             | 4                  | 0             |       |                  |                  |                  |                  |  |                    |                  |                  |                  |             |   |           |           |           |  | Sport | 1      | 0     |       |
|  |                     |                    |               |       |                  |                  |                  |                  |  |                    |                  |                  |                  |             |   |           |           |           |  | Sport | 1      | 0     |       |
|  |                     |                    |               |       |                  |                  |                  |                  |  |                    |                  |                  |                  |             |   |           |           |           |  |       | Santos | 3     | 3     |
|  | CRESSPOM            | 0                  | 3             |       |                  |                  |                  |                  |  |                    |                  |                  |                  |             |   |           |           |           |  |       | Santos | 3     | 3     |
|  | CRESSPOM            | 0                  | 3             |       |                  |                  |                  |                  |  |                    |                  |                  |                  |             |   |           |           |           |  |       |        |       |       |
|  | Aliança             | 2                  | 3             |       |                  |                  |                  |                  |  |                    |                  |                  |                  |             |   |           |           |           |  |       |        |       |       |
|  | Aliança             | 2                  | 3             |       | Aliança          | 2                | 3                |                  |  |                    |                  |                  |                  |             |   |           |           |           |  |       |        |       |       |
|  |                     |                    |               |       | Aliança          | 2                | 3                |                  |  |                    |                  |                  |                  |             |   |           |           |           |  |       |        |       |       |
|  |                     | Moreninhas         | 3             | 1     |                  |                  |                  |                  |  |                    |                  |                  |                  |             |   |           |           |           |  |       |        |       |       |
|  | SC Tangará          | Moreninhas         | 3             | 1     | 1                | -                |                  |                  |  |                    |                  |                  |                  |             |   |           |           |           |  |       |        |       |       |
|  | SC Tangará          |                    |               |       | 1                | -                |                  |                  |  |                    |                  |                  |                  |             |   |           |           |           |  |       |        |       |       |
|  | Moreninhas          | 5                  | -             |       |                  |                  |                  |                  |  |                    |                  |                  |                  |             |   |           |           |           |  |       |        |       |       |
|  | Moreninhas          | 5                  | -             |       |                  |                  |                  |                  |  | Aliança            | 0                | 0                |                  |             |   |           |           |           |  |       |        |       |       |
|  |                     |                    |               |       |                  |                  |                  |                  |  | Aliança            | 0                | 0                |                  |             |   |           |           |           |  |       |        |       |       |
|  |                     | Kindermann         | 6             | 3     |                  |                  |                  |                  |  |                    |                  |                  |                  |             |   |           |           |           |  |       |        |       |       |
|  | Novo Mundo          | Kindermann         | 6             | 3     | 3                | 0                |                  |                  |  |                    |                  |                  |                  |             |   |           |           |           |  |       |        |       |       |
|  | Novo Mundo          |                    |               |       | 3                | 0                |                  |                  |  |                    |                  |                  |                  |             |   |           |           |           |  |       |        |       |       |
|  | Juventude           | 1                  | 0             |       |                  |                  |                  |                  |  |                    |                  |                  |                  |             |   |           |           |           |  |       |        |       |       |
|  | Juventude           | 1                  | 0             |       | Novo Mundo       | 0                | 3                |                  |  |                    |                  |                  |                  |             |   |           |           |           |  |       |        |       |       |
|  |                     |                    |               |       | Novo Mundo       | 0                | 3                |                  |  |                    |                  |                  |                  |             |   |           |           |           |  |       |        |       |       |
|  |                     | Kindermann         | 3             | 3     |                  |                  |                  |                  |  |                    |                  |                  |                  |             |   |           |           |           |  |       |        |       |       |
|  | Kindermann          | Kindermann         | 3             | 3     | 5                | 3                |                  |                  |  |                    |                  |                  |                  |             |   |           |           |           |  |       |        |       |       |
|  | Kindermann          |                    |               |       | 5                | 3                |                  |                  |  |                    |                  |                  |                  |             |   |           |           |           |  |       |        |       |       |
|  | Pelotas             | 0                  | 0             |       |                  |                  |                  |                  |  |                    |                  |                  |                  |             |   |           |           |           |  |       |        |       |       |
|  | Pelotas             | 0                  | 0             |       |                  |                  |                  |                  |  |                    |                  |                  |                  | Kindermann  | 0 | 0         |           |           |  |       |        |       |       |
|  |                     |                    |               |       |                  |                  |                  |                  |  |                    |                  |                  |                  | Kindermann  | 0 | 0         |           |           |  |       |        |       |       |
|  |                     | Santos             | 3             | 3     |                  |                  |                  |                  |  |                    |                  |                  |                  |             |   |           |           |           |  |       |        |       |       |
|  | Iguaçu              | Santos             | 3             | 3     | 1                | -                |                  |                  |  |                    |                  |                  |                  |             |   |           |           |           |  |       |        |       |       |
|  | Iguaçu              |                    |               |       | 1                | -                |                  |                  |  |                    |                  |                  |                  |             |   |           |           |           |  |       |        |       |       |
|  | Corinthians         | 5                  | -             |       |                  |                  |                  |                  |  |                    |                  |                  |                  |             |   |           |           |           |  |       |        |       |       |
|  | Corinthians         | 5                  | -             |       | Corinthians      | 0                | 2                |                  |  |                    |                  |                  |                  |             |   |           |           |           |  |       |        |       |       |
|  |                     |                    |               |       | Corinthians      | 0                | 2                |                  |  |                    |                  |                  |                  |             |   |           |           |           |  |       |        |       |       |
|  |                     | Saad               | 1             | 0     |                  |                  |                  |                  |  |                    |                  |                  |                  |             |   |           |           |           |  |       |        |       |       |
|  | Volta Redonda       | Saad               | 1             | 0     | 0                | -                |                  |                  |  |                    |                  |                  |                  |             |   |           |           |           |  |       |        |       |       |
|  | Volta Redonda       |                    |               |       | 0                | -                |                  |                  |  |                    |                  |                  |                  |             |   |           |           |           |  |       |        |       |       |
|  | Saad                | 3                  | -             |       |                  |                  |                  |                  |  |                    |                  |                  |                  |             |   |           |           |           |  |       |        |       |       |
|  | Saad                | 3                  | -             |       |                  |                  |                  |                  |  | Saad               | 1                | 1                |                  |             |   |           |           |           |  |       |        |       |       |
|  |                     |                    |               |       |                  |                  |                  |                  |  | Saad               | 1                | 1                |                  |             |   |           |           |           |  |       |        |       |       |
|  |                     | Santos             | 3             | 2     |                  |                  |                  |                  |  |                    |                  |                  |                  |             |   |           |           |           |  |       |        |       |       |
|  | Atl. Mineiro        | Santos             | 3             | 2     | 2                | 4                |                  |                  |  |                    |                  |                  |                  |             |   |           |           |           |  |       |        |       |       |
|  | Atl. Mineiro        |                    |               |       | 2                | 4                |                  |                  |  |                    |                  |                  |                  |             |   |           |           |           |  |       |        |       |       |
|  | Campo Grande        | 2                  | 0             |       |                  |                  |                  |                  |  |                    |                  |                  |                  |             |   |           |           |           |  |       |        |       |       |
|  | Campo Grande        | 2                  | 0             |       | Atlético Mineiro | 0                | 1                |                  |  |                    |                  |                  |                  |             |   |           |           |           |  |       |        |       |       |
|  |                     |                    |               |       | Atlético Mineiro | 0                | 1                |                  |  |                    |                  |                  |                  |             |   |           |           |           |  |       |        |       |       |
|  |                     | Santos             | 3             | 3     |                  |                  |                  |                  |  |                    |                  |                  |                  |             |   |           |           |           |  |       |        |       |       |
|  | Desportiva Capixaba | Santos             | 3             | 3     | 0                | -                |                  |                  |  |                    |                  |                  |                  |             |   |           |           |           |  |       |        |       |       |
|  | Desportiva Capixaba |                    |               |       | 0                | -                |                  |                  |  |                    |                  |                  |                  |             |   |           |           |           |  |       |        |       |       |
|  | Santos              | 5                  | -             |       |                  |                  |                  |                  |  |                    |                  |                  |                  |             |   |           |           |           |  |       |        |       |       |

## Artilharia
| 8 gols (1) - Luciléia (Kindermann) 6 gols (2) - Jaci (Sport) - Simone Carneiro (Nilton Lins) 5 gols (4) - Ariane (Kindermann) - Maurine (Santos) - Pingo (Sacramenta) - Suzana (Santos) 4 gols (6) - Erika (Atlético Mineiro) - July (Kindermann) - Ketlen (Santos) - Simone (Boa Vontade) - Thaís (Novo Mundo) - Weimer (Santos) 3 gols (14) - Amanda (Sport) - Ana Cristina (Nilton Lins) - Ceiça (Tiradentes-PI) - Charrila (Sport) - Dani (Santos) - Del (Boa Vontade) - Elaine (Saad) - Fabi (Sport) | 3 gols (continuação) - Janaína (Genus) - Josi (Futebol Parnamirim) - July (Moreninhas) - Pikena (Santos) - Suzana (Sport) - Suzi (Sacramenta) 2 gols (18) - Uine (Genus) - Vivi (Caucaia) - Bruna (Moreninhas) - Cristiane (Corinthians) - Débora (Tiradentes-PI) - Dilane (Sport) - Ester (Santos) - Janaína (Sport) - Jéssica (Atenas) - Joyce (Boa Vontade) - Lara (Kindermann) - Luana (Corinthians) - Luana (Sport) - Mágda (Futebol Parnamirim) - Mar Selly (Aliança) - Marcela (CRESSPOM) - Maria Antonia (Futebol Parnamirim) - Raquel (Sacramenta) 1 gol (61) - Aline (Kindermann) - Aline (Santos) | 1 gol (continuação) - Amanda (Atlético Mineiro) - Ana Karolyne (CESMAC) - Ana (Kindermann) - Baixinha (Moreninhas) - Caroline (Nilton Lins) - Ciranete (Rio Norte) - Cleo (Novo Mundo) - Cristiane (Campo Grande) - Cristiane (Tiradentes-PI) - Diana (Kindermann) - Drielle (Kindermann) - Edilene (Boa Vontade) - Ellen (Lusaca) - Evalda (Campo Grande) - Fabiana (Aliança) - Fernanda (Aliança) - Fernandinha (Moreninhas) - Francielle (Santos) - Géssica (Boca Júnior) - Gionânia (Saad) - Glayssi (Sacramenta) - Gleyciane (Aliança) - Inayara (Tiradentes-PI) - Isabela (Moreninhas) - Jardeline (Assermurb) - Jéssica (Kindermann) - Jocenilde (Boa Vontade) - Jocilaine (Iguaçu) - Kaká (Tiradentes-PI) - Karine (Aliança) - Kati (SC Tangará) - Katrina (Assermurb) | 1 gol (continuação) - Keila (Genus) - Laisa (Aliança) - Lidiane (CESMAC) - Luciene (Aliança) - Ludimila (Atlético Mineiro) - Lorão (Tiradentes-PI) - Maria Verônica (CESMAC) - Marina (Novo Mundo) - Marla (Sacramenta) - Maycon (Saad) - Nayeri (CRESSPOM) - Nildinha (Corinthians) - Patrícia (Aliança) - Patrícia (Boa Vontade) - Patrícia (Sport) - Priscila (Corinthians) - Raquel (Atlético Mineiro) - Rebolado (Futebol Parnamirim) - Ritinha (Saad) - Rosilda (Aliança) - Sheila (Juventude) - Tatiana (Assermurb) - Tchesca (Caucaia) - Tonha (Futebol Parnamirim) - Valdineide (Lusaca) - Valquíria (CESMAC) - Vanda (Nilton Lins) Gol contra (1) - Giovânia (Saad - para o Corinthians) |

## Premiação
| Copa do Brasil de Futebol Feminino de 2008 |
| São Paulo.                                 |
| ------------------------------------------ |
| SANTOS Campeão (1.º título)                |